# Levantamento de peso nos Jogos Pan-Americanos de 2007 - Até 62 kg masculino
A categoria até 62 kg masculino do levantamento de peso nos Jogos Pan-Americanos de 2007 foi disputada no Pavilhão 2 do Complexo Esportivo Riocentro em 14 de julho com quatro halterofilistas, cada um representando um Comitês Olímpicos Nacionais (CON).
O colombiano Diego Salazar conquistou a medalha de ouro ao levantar um total de 290 kg, bem acima dos halterofilistas que completaram o pódio: Miñan Mogollón, do Peru (236 kg), e David Mendoza, de Honduras (235 kg).

## Medalhistas
| Ouro   | COL Diego Salazar  |
| Prata  | PER Miñan Mogollón |
| Bronze | HON David Mendoza  |

## Resultados
| Pos.              | Atleta                 | Grupo | Peso  | Arranque (kg) | Arranque (kg) | Arranque (kg) | Arranque (kg) | Arremesso (kg) | Arremesso (kg) | Arremesso (kg) | Arremesso (kg) | Total (kg) |
| Pos.              | Atleta                 | Grupo | Peso  | 1             | 2             | 3             | Result.       | 1              | 2              | 3              | Result.        | Total (kg) |
| ----------------- | ---------------------- | ----- | ----- | ------------- | ------------- | ------------- | ------------- | -------------- | -------------- | -------------- | -------------- | ---------- |
| Medalha de ouro   | COL Diego Salazar      | A     | 61,30 | 125           | 125           | 130           | 130           | 155            | 160            | 165            | 160            | 290        |
| Medalha de prata  | PER Miñan Mogollón     | A     | 61,25 | 100           | 103           | 105           | 103           | 126            | 130            | 133            | 133            | 236        |
| Medalha de bronze | HON David Mendoza      | A     | 61,30 | 100           | 104           | 105           | 105           | 127            | 130            | 134            | 130            | 235        |
| 4                 | BRA Alexandre Hoffmann | A     | 61,40 | 100           | 104           | 105           | 104           | 127            | 130            | 130            | 127            | 231        |

Legenda
| Recorde mundial                  | Recorde mundial (World record)               |                       | Recorde africano                      | Recorde africano (African) |                                           | Q | Classificado por posição (Qualified) |
| Recorde dos Jogos Pan-Americanos | Recorde pan-americano (Pan-American record)  | Recorde da América    | Recorde da América (Americas)         | q                          | Classificado por melhor tempo (Qualified) |   |                                      |
| Melhor marca do ano              | Melhor marca do ano (World leading)          | Recorde asiático      | Recorde asiático (Asian)              | DNS                        | Não largou (Did not start)                |   |                                      |
| Recorde nacional                 | Recorde nacional (National record)           | Recorde europeu       | Recorde europeu (European)            | DNF                        | Não terminou (Did not finish)             |   |                                      |
| Recorde pessoal                  | Recorde pessoal do atleta (Personal best)    | Recorde da Oceania    | Recorde da Oceania (Oceania)          | DSQ / DQ                   | Desclassificado (Disqualified)            |   |                                      |
| Recorde da temporada             | Recorde da temporada do atleta (Season best) | Recorde sul-americano | Recorde sul-americano (South America) | NM                         | Sem marca (No mark)                       |   |                                      |